# Championnat de France de hockey sur glace 1920-1921
Saison précédente Saison suivante
La saison 1920-1921 est la 7e saison du championnat de France de hockey sur glace.

## Bilan
Le club du Skating Club Paris est champion de France pour la deuxième fois.